# Virieu-le-Petit
Virieu-le-Petit ist eine Ortschaft und eine ehemalige französische Gemeinde mit 332 Einwohnern (Stand 1. Januar 2022) im Département Ain in der Region Auvergne-Rhône-Alpes. Sie gehörte  zum Kanton Hauteville-Lompnes und zum Arrondissement Belley. Die Ortsbewohner von Virieu-le-Petit heißen auf Französisch Viriolan(e)s.
Mit Wirkung vom 1. Januar 2019 wurden die ehemaligen Gemeinden Virieu-le-Petit, Brénaz, Chavornay und Lochieu zur Commune nouvelle Arvière-en-Valromey zusammengeschlossen und haben in der neuen Gemeinde den Status einer Commune déléguée. Der Verwaltungssitz befindet sich im Ort Virieu-le-Petit.

## Geographie
Virieu-le-Petit liegt auf 620 m, etwa 17 Kilometer nördlich der Stadt Belley und 51 km südöstlich der Präfektur Bourg-en-Bresse (Luftlinie). Das Bauerndorf erstreckt sich im südöstlichen Bugey, an aussichtsreicher Lage auf einer Verebnungsfläche am unteren Westhang des Grand Colombier, in der Senke des Valromey, über dem Taleinschnitt der Arvière.
Die Fläche des 16,36 km² großen Gemeindegebiets umfasst einen Abschnitt des Valromey. Das Valromey bildet eine breite Senke zwischen zwei hohen, in Nord-Süd-Richtung orientierten Jurakämmen. Eingefasst wird das Gebiet im Westen und Norden vom Flusslauf der Arvière und des Groin. Beide verlaufen stets in einem tief in die Umgebung eingeschnittenen Erosionstal. Von diesem Tal erstreckt sich das Gemeindeareal ostwärts über den Hang von Virieu-le-Petit und den angrenzenden steilen Jurahang bis auf die Höhe von Rabatel (1216 m) und auf den Kamm des Grand Colombier. Auf dessen Gipfel wird mit 1531 m die höchste Erhebung von Virieu-le-Petit erreicht. Der Westabhang dieses Kammes wird durch die markanten Erosionstäler von Arvière und dem Dorfbach von Ameyzieu untergliedert.
Zu Virieu-le-Petit gehören neben dem eigentlichen Ort auch verschiedene Weiler und Gehöfte, nämlich (von Süden nach Norden):
- Munet (560 m) am Westfuß des Grand Colombier
- Assin (600 m) am Westfuß des Grand Colombier
- Romagnieux (625 m) auf dem Plateau nördlich des Dorfes
- Vaux-Valençon (490 m) im Tal der Arvière

Nachbarorte von Virieu-le-Petit sind Lochieu im Norden, Anglefort im Osten, Culoz und Chavornay im Süden sowie Vieu und Champagne-en-Valromey im Westen.

## Geschichte
Erstmals urkundlich erwähnt wird Virieu-le-Petit unter dem Namen Viriacus; von 1345 ist die Bezeichnung Viriacus parvus überliefert. Der Ortsname geht auf den gallorömischen Personennamen Virius zurück und bedeutet so viel wie Landgut des Virius. Seit dem 12. Jahrhundert bildete Virieu-le-Petit eine Pfarrei, die von Nantua abhängig war. 1342 kam das Dorf an die Herrschaft La Balme, die unter der Oberhoheit der Grafen von Savoyen stand. Mit dem Vertrag von Lyon gelangte das Dorf im Jahre 1601 an Frankreich.

## Sehenswürdigkeiten
Die Pfarrkirche von Virieu-le-Petit wurde im 14. Jahrhundert im gotischen Stil erbaut und im 19. Jahrhundert umfassend restauriert; sie besitzt mittelalterliche Wandmalereien. Eine weitere Kirche steht in Romagnieux. Von der einstigen Burg Mauclerc sind Ruinen erhalten.

## Bevölkerung
| Bevölkerungsentwicklung | Bevölkerungsentwicklung |
| Jahr                    | Einwohner               |
| ----------------------- | ----------------------- |
| 1962                    | 277                     |
| 1968                    | 235                     |
| 1975                    | 198                     |
| 1982                    | 295                     |
| 1990                    | 279                     |
| 1999                    | 281                     |
| 2006                    | 310                     |
| 2011                    | 307                     |

## Wirtschaft und Infrastruktur
Virieu-le-Petit war bis weit ins 20. Jahrhundert hinein ein vorwiegend durch die Landwirtschaft geprägtes Dorf. Daneben gibt es heute einige Betriebe des lokalen Kleingewerbes. Mittlerweile hat sich das Dorf auch zu einem Wohnort gewandelt. Viele Erwerbstätige sind Wegpendler, die in den größeren Ortschaften der Umgebung ihrer Arbeit nachgehen.
Die Ortschaft liegt abseits der größeren Durchgangsstraßen an einer Departementsstraße, die von Artemare nach Brénaz führt. Weitere Straßenverbindungen bestehen mit Champagne-en-Valromey und dem Gipfel des Grand Colombier.